# کوپا کونمبول

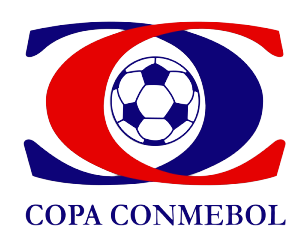
لوگوی کوپا کونمبال

کوپا کونمبول یک رقابت سالانه فوتبال باشگاهی در آمریکای جنوبی بود که توسط کونمبول بین سال‌های ۱۹۹۲ تا ۱۹۹۹ برگزار می‌شد. این مسابقات بسیار معتبر، معادل تورنمنتی مثل جام یوفا در آمریکای جنوبی بود. باشگاه‌ها با توجه به عملکردشان در لیگ‌های کشوری و رقابت‌های جام حذفی به این رقابت‌ها راه می‌یافتند، به گونه‌ای که تیم‌هایی که قادر به صعود به کوپا لیبرتادورس نبودند، در این تورنمنت بازی می‌کردند. این مسابقات به صورت حذفی برگزار می‌شد. سرنوشت کوپا کونمبول در سال ۱۹۹۹ و پس از افزایش تیم‌های جام لیبرتادورس به ۳۲ تیم به پایان رسید.
کوپا مرکوسور و کوپا مرکونورته که هر دو در سال ۱۹۹۸ شروع شدند، جایگزین کوپا کونمبول شدند و ادغام این جام‌ها در نهایت به افتتاح کوپا سودامریکانا منجر شد.

## عملکرد

### بر پایه تیم
| تیم                      | قهرمان | نایب‌قهرمان | سالهای قهرمانی | سالهای نایب‌قهرمانی |
| ------------------------ | ------ | ---------- | -------------- | ------------------ |
| اتلتیکو مینیرو           | ۲      | ۱          | ۱۹۹۲، ۱۹۹۷     | ۱۹۹۵               |
| روساریو سنترال           | ۱      | ۱          | ۱۹۹۵           | ۱۹۹۸               |
| لانوس                    | ۱      | ۱          | ۱۹۹۶           | ۱۹۹۷               |
| بوتافوگو                 | ۱      | ۰          | ۱۹۹۳           | —                  |
| سائو پائولو              | ۱      | ۰          | ۱۹۹۴           | —                  |
| سانتوس                   | ۱      | ۰          | ۱۹۹۸           | —                  |
| تایرس                    | ۱      | ۰          | ۱۹۹۹           | —                  |
| پنیارول                  | ۰      | ۲          | —              | ۱۹۹۳، ۱۹۹۴         |
| الیمپیا                  | ۰      | ۱          | —              | ۱۹۹۲               |
| سانتا فه                 | ۰      | ۱          | —              | ۱۹۹۶               |
| سنترو اسپورتیوو آلاگوانو | ۰      | ۱          | —              | ۱۹۹۹               |

### بر پایه کشور
| کشور     | قهرمانی | نایب‌قهرمانی |
| -------- | ------- | ----------- |
| برزیل    | ۵       | ۲           |
| آرژانتین | ۳       | ۲           |
| اروگوئه  | ۰       | ۲           |
| پاراگوئه | ۰       | ۱           |
| کلمبیا   | ۰       | ۱           |